# Gnomidolon cruciferum
Gnomidolon cruciferum là một loài bọ cánh cứng trong họ Cerambycidae.